# Hermotim de Colofó
Hermotim de Colofó (grec antic: Ἑρμότιμος, llatí: Hermotimus) fou un savi geòmetra grec esmentat per Procle. Va ser un dels immediats predecessors d'Euclides i va descobrir diverses proposicions geomètriques.